# 고마쓰 아야오
고마쓰 아야오(小松 礼雄, 1976년 1월 28일 ~ )는 일본의 공학자이다. 포뮬러 원 엔지니어로 활동하였으며 2024년부터 하스 F1 팀의 팀 수석으로 재직하고 있다.
1976년 일본 도쿄에서 태어났다. 1995년 영국으로 건너가 러프버러 대학교에서 자동차공학을 전공하고 차량동학으로 박사학위를 받았다. 2003년 브리티시 아카데미 레이싱에서 타이어 엔지니어로 경력을 시작했다. 르노 F1, 로터스 F1을 거쳐 2016년부터 하스 F1에서 근무하였으며 2024년 1월 10일 귄터 슈타이너의 후임 팀 수석이 되었다.